# مسعود بارزاني
مسعود مصطفى بارزاني (بالكردية: مه‌سعوود بارزانی، Mesûd Barzanî‏) سياسي كردي عراقي ورئيسً إقليم كردستان العراق من 14 يونيو 2005 إلى 1 نوفمبر 2017، وزعيم الحزب الديمقراطي الكردستاني (PDK) منذ عام 1979. ولد بارزاني في جمهورية مهاباد، وخلف والده مصطفى البارزاني في قيادة الحزب الديمقراطي الكردستاني عام 1979.

## سيرة شخصية
ولد بارزاني في مدينة مهاباد في إيران في 16 أغسطس/آب من عام 1946)، فقد تزامنت ولادته مع يوم تأسيس الحزب الديمقراطي الكردستاني، وإقامة الكيان السياسي الكردي الجديد أي جمهورية مهاباد في إيران التي لم تدم سوى فترة قصيرة من الزمن.
وبعد انهيار جمهورية مهاباد في عام 1947، اضطرت عائلة مسعود بارزاني مع مجموعة من بيشمركة الكرد وعوائلهم للرجوع إلى كردستان العراق، وبعد عودتهم أُبعِدوا من قبل حكومة المملكة العراقية إلى جنوب العراق ولا سيما مدينتي بغداد والبصرة، ولكن والد بارزاني، الملا مصطفى البارزاني قائد الثورة الكردية توجّه مع رفاقه إلى الاتحاد السوفيتي وبقوا فيه لغاية قيام حركة 14 تموز 1958.

### الدراسة ثم الاتحاق بالثورة
لم يكمل بارزاني دراسته المتوسطة بسبب العوامل السياسية والتحاقه بثورة أيلول، فقد ترك بغداد وهو في سن 16 من عمره ليلتحق بقوات البيشمركة سنة 1962، وكان له دور بارز في ثورة الكرد التي اندلعت يوم الحادي عشر من أيلول عام 1961 بقيادة الملا مصطفى البارزاني، والتي استمرت لغاية عام 1975، وكان انخراطه في النضال السياسي مقرونا بدعم ومساندة والده.
وقضى معظم أيام شبابه في سبيل تحقيق الهدف الذي كان الحزب الديمقراطي الكردستاني وضعه لنفسه في عام 1961، وهو إقامة الحكم الذاتي لكردستان وبعد ذلك حكم الفيدرالية لكردستان في إطار العراق الديمقراطي الموحد. فقد كرّس جُلّ نضاله من أجل ذلك.
في العشرين من عمره أسهم بالعمل السياسي بشكل مكثف عندما شارك مع الوفد الكردي في عام 1970 في المفاوضات مع الحكومة العراقية حول اتفاقية الحكم الذاتي. وعند انعقاد المؤتمر الثامن للحزب الديمقراطي الكردستاني سنة 1971 انتخب عضوًا للجنة المركزية للحزب الديمقراطي الكردستاني، وبعد ذلك أصبح عضوًا في المكتب السياسي وتسلّم مهمة رئاسة المؤسسة الأمنية.
بعد نكسة ثورة أيلول نتيجة اتفاقية الجزائر بين شاه إيران والحكومة العراقية في عام 1975 [بحاجة لمصدر] وبتوجيه من أبيه الملا مصطفى، نظم بارزاني مع شقيقه إدريس البازراني ومجموعة من رفاقهِ صفوف قوات البيشمركة وأسس قيادة مؤقتة للحزب الديمقراطي الكردستاني للدفاع عن الكرد ومنطقة كردستان. ومهّد ذلك لاندلاع ثورة كولان في 26 أيار/مايو 1976.
في عام 1976 ولغاية عام 1979 كان بارزاني يقيم مع والده في أميركا، وبعد سقوط نظام الشاه في إيران، سافر إلى إيران لكي ينظم قدوم أبيه إلى إيران، ولكن في اليوم الذي وصل فيه إلى إيران الموافق 1 آذار 1979 ، توفي والده في واشنطن.

## انتخابه لرئاسة الحزب
اُنتِخب بارزاني في المؤتمر التاسع للحزب الديمقراطي الكردستاني في شهر تشرين الثاني عام 1979، رئيسًا للحزب الديمقراطي الكردستاني.
وكان دور كل من مسعود وأخاه إدريس بارزاني بارزًا أثناء الحرب العراقية الإيرانية في الأعوام 1980 - 1987 في تأسيس عدة جبهات سياسية في العراق ولاسيما عند تأسيس الجبهة الكردستانية المتكونة من عدة منظمات وأحزاب كردستانية.
في شهر نيسان/أبريل 1991 بدأت المفاوضات مع حكومة بغداد ولعدة أشهر ترأس فيها مسعود بارزاني الوفد الكردي الذي كان مؤلفًا من أحزاب الجبهة الكردستانية، إلا أنها لم تصل إلى أية نتيجة بسبب رفض المطالب الكردية المتمثلة في الحكم الذاتي للإقليم في العراق.
وفي المؤتمر الثاني عشر للحزب الديمقراطي الكردستاني عام 1999، أُعيد انتخاب مسعود بارزاني مرة أخرى رئيسًا للحزب.
شارك بارزاني في عقد التسعينيات من القرن العشرين وحتى سقوط نظام حزب البعث، في عدة مؤتمرات ومحافل دولية. مثل اجتماع واشنطن عام 1992، وبعد ذلك في عام، 1993 ومؤتمر صلاح الدين 1992 ومؤتمر لندن في كانون الأول/ديسمبر من عام 2002، ومؤتمر صلاح الدين في شباط/فبراير 2003.
وكان لهُ دور بارز في معظم الأحداث السياسية للعراق الجديد، وأيضاً في تأسيس مجلس الحكم العراقي في 31 تموز 2003، والذي أصبح عضوًا فيه ثم رئيسًا لهُ فيما بعد.

## انتخابه رئيسًا للأقليم
في 12 حزيران 2005 اُنتِخب بارزاني كأول رئيس لإقليم كردستان من قبل المجلس الوطني الكردستاني العراقي.
وفي الانتخابات التي جرت في إقليم كردستان يوم 25 تموز 2009، حصل مسعود بارزاني على نسبة 70% من أصوات الناخبين، وبذلك انتُخب للمرة الثانية رئيساً للإقليم وبصورة مباشرة من قبل شعب كردستان وأدى اليمين القانونية أمام برلمان إقليم كردستان يوم 20 أغسطس 2009.
وبصفته رئيسًا للإقليم، زار بعض الدول والتقى برؤسائها ورؤساء وزرائها، والتقى مع الرئيس الأميركي جورج بوش في 25 تشرين الأول 2005، وتوني بلير رئيس وزراء بريطانيا في 31 تشرين الأول 2005، وبابا الفاتيكان في 14 تشرين الثاني 2005، وبرلسكوني رئيس وزراء إيطاليا في 13 تشرين الثاني 2005، والعاهل السعودي الملك عبد الله بن عبد العزيز في 13 آذار 2007، والعاهل الأردني الملك عبد الله الثاني بن الحسين في 19 آذار 2007.
وبصفتهِ رئيسًا للإقليم أسّس عدة مراكز لتقوية التحالف بين الأحزاب السياسية الكردستانية وتعزيز عملية صنع القرار في الإقليم مثل:
أ - مجلس رئاسة كردستان وتأسس في يوم 22 كانون الثاني 2007. يتكوّن هذا المجلس الذي يعقد اجتماعاته بإشراف الرئيس من نائب رئيس الإقليم، كوسرت رسول ورئيس برلمان كردستان ورئيس حكومة كردستان ونائبيهما، وفؤاد حسين رئيس ديوان رئاسة الإقليم.
ب - المجلس الأعلى للأحزاب السياسية ويتكوّن من الشخصيات السياسية الرئيسية في كل من الحزب الديمقراطي الكردستاني والاتحاد الوطني الكردستاني وحزب كادحي كردستان والحزب الاشتراكي الديمقراطي الكردستاني والاتحاد الإسلامي الكردستاني والجماعة الإسلامية الكردستانية.

## قرار عدم تمديد بمنصب رئاسة الإقليم وتنحيه من الرئاسة
في 29 أكتوبر، 2017 أعلن رئيس إقليم كردستان المنتهية ولايته، قرار عدم التمديد بمنصب رئيس الإقليم اعتبارًا من مطلع نوفمبر.
وعقب تنحّي بارزاني عن السلطة، شهد برلمان إقليم كردستان العراق في أربيل، محتجين حاولوا اقتحام البرلمان. وعقب ذلك أيضًا، أقدم موالون لبارزاني على حرق مقرّي حركة التغيير وحزب الاتحاد الوطني الكردستاني في زاخو بمحافظة دهوك، انتقامًا لما اعتبروه تعاونًا مع بغداد، وكردِ فعل، رفعت حكومة إقليم كردستان العراق حالة التأهّب بين أجهزتها الأمنية ودعت لإجهاض أي مساع تحاول نشر الفتنة، وأصدر مجلس أمن الإقليم بيانًا طالب فيه المواطنين بالمحافظة على الهدوء وحذّر من استغلال الأوضاع لنشر الفتنة والاضطراب.

## حياته الأسرية
قدّم بارزاني وعائلته تضحيات جسيمة من أجل القضية الكردية، فمنذ ولادته وحتى بلوغه الثانية عشرة من العمر لم يلتق بوالده، لأن والده كان مهاجرا ومقيما في الاتحاد السوفيتي، وقد اُغتيل ثلاثة من أخوته على يد جواسيس النظام، فقد كان اثنان وثلاثون شخصًا من أقربائه ضمن الثمانية آلاف شخصًا من عائلة بارزان الذين توفوا في قضية الأنفال عام 1983، وكان هو بذاته هدفًا لعدة محاولات اغتيال لاسيما في فيينا عاصمة النمسا في 8 كانون الثاني 1979، ولقد دمرت وهدمت الأنظمة المتعاقبة التي توالت على الحكم في العراق قرية «بارزان» التي ينتمي إليها 16 مرة.

## من مؤلفاته
وألّف بارزاني كتابًا عن الدور التاريخي لوالده مصطفى البارزاني في الحركة القومية الكردية بعنوان (البارزاني والحركة التحررية الكردية)، ويقع الكتاب في ثلاثة أجزاء، كما ونشر مقالات ومواضيع سياسية عديدة في الجرائد والمجلات الكردستانية. (تصفح مباشر للكتاب على الشبكة).

## روابط خارجية
- مسعود بارزاني على موقع مونزينجر (الألمانية)
- مسعود بارزاني على موقع إن إن دي بي (الإنجليزية)